# Informatorische Befragung
Eine informatorische Befragung (seltener auch informationelle Befragung oder informative Befragung) ist ein meist zu Beginn eines Polizeieinsatzes oder sonstigen Bürgergespräches im Zusammenhang mit einer Straftat oder Ordnungswidrigkeit stattfindendes Gespräch zwischen Polizeivollzugsbeamten und Personen, die sich am Tatort befinden, um sich einen allgemeinen Überblick über den Tathergang und die in Frage kommenden Täter zu machen.

## Allgemeines
Die informatorische Befragung dient nicht dazu, Zeugen und Beschuldigte/Betroffene voneinander unterscheidbar zu machen, da sie kein prozessuales Statut darstellen soll und die Aussageverweigerungsrechte der Zeugen und Beschuldigten so umgangen bzw. unzulässigerweise hinausgezögert werden könnten. Die Befragung dient lediglich dem Zweck, die Wahrheit zu erforschen. Sobald eine Zuordnung möglich ist – beim Beschuldigten bzw. Betroffenen, wenn der Verdacht einer Täterschaft ausreichend gegeben ist – erfolgen eine entsprechende Belehrung und erforderliche Maßnahmen; Gleiches gilt für die Zeugenschaft einer Person.
Beschuldigten- und Betroffenenvernehmungen sind im Strafprozess als Beweis nicht verwertbar, wenn die erforderlichen Belehrungen nicht stattgefunden haben, § 252 StPO. Handelte es sich lediglich um eine informatorische Befragung, besteht jedoch keine Belehrungspflicht und demnach ist die Antwort auf eine informatorische Befragung auch verwertbar.
Rechtsgrundlage im deutschen Strafverfahren ist die Ermittlungskompetenz aufgrund des Legalitätsprinzips gemäß § 163 StPO, beim Ordnungswidrigkeitenverfahren über den Verweis des § 46 OWiG.

## Rechtsfragen
Äußerungen der befragten Personen zur Sache sind solange gerichtlich verwertbar, wie sie innerhalb der Grenzen einer zulässigen informatorischen Befragung stattfinden, werden jedoch von einem Beweisverwertungsverbot des § 252 StPO für die in der Hauptverhandlung schweigenden Zeugen erfasst. Spontanäußerungen sind keine Befragungen, sondern ungefragte, aus freien Stücken erfolgte Äußerungen gegenüber Amtspersonen.
In der Grundsatzentscheidung des BGH ging es darum, dass ein alkoholisierter Fußgänger in der Nähe eines beschädigt liegen gebliebenen Fahrzeuges aufgegriffen worden war und von den Polizeibeamten aufgrund eines Führerscheins auf dem Beifahrersitz als Verdächtiger angesehen wurde, den Unfall begangen zu haben. Infolge des bestehenden Tatverdachts konnte vom BGH keine informatorische Befragung des Fußgängers mehr angenommen werden. Die Grenze der informatorischen Befragung sei erreicht, wenn die Polizei dem Befragten gegenüber einen Tatverdacht hegt und der Beschuldigte selbst den Eindruck hat, als Beschuldigter behandelt zu werden (wenn die Polizei Verhaltensweisen an den Tag legt, die üblicherweise nur gegenüber Beschuldigten ergehen). Auch dies wurde vorliegend bejaht, weil der Beschuldigte, auf das Fahrzeug angesprochen, gleich bestritten hat, gefahren zu sein und sich verteidigt hat, indem er angab, erst nach dem Unfall 2 Glas Bier getrunken zu haben.